# Grypoctonus engeli
Grypoctonus engeli là một loài ruồi trong họ Asilidae. Grypoctonus engeli được Hradský & Geller-Grimm miêu tả năm 1999. Loài này phân bố ở miền Ấn Độ - Mã Lai.